# Кисеонички шатор
Кисеоники шатор је медицински уређај, у облику надстрешнице (хаубе) која се поставља изнад главе и рамена или преко целог тела болесника и у којој се ствара атмосфера обогаћена увећаном концентрацијом кисеоника, која је већа од нормалне за 1,5 до 4 пута.

## Историја
Око 1900, француски лекар Шарл Мишел (1850 - 1935) један од првих лекара који је схватио значај кисеоника као помоћне терапије у процесу лечења болесника са знацима респираторних болести, који је након примене кисеоника у лечењу, установио да болесници лакше дишу, јер се удисањем кисеоника врло брзо повећава његова концентрација у крви и ткивима и исправља хипоксија у организму. Мишел први користи, мали склапајући „контејнер“ око главе болесника, или кисеонички шатор, како је убрзо назван, и који у каснијем периоду развоја прекрива цео кревет болесника. Убрзо после овог откића почиње све већа употреба кисеоничког шатора у болницама у Европи и Северној Америци.

## Намена
Кисеонички шаторе се најчешће примењује за лечење болесника који пате од акутних и хроничних болести дисајних органа, попут упале плућа, тровања угљен-моноксидом итд. У данашњој медицинској пракси кисеонички шатор је нашао примену у лечењу деце са респираторним поремећајима, јер успешно замењује ограничене могућности употребе кисеоничке маске код деце.

## Конструкција
Шатор је обично у облику полулопте или правоугоне куполе (хаубе)види слику која се поставља изнад болничког кревета и својим доњим делом се подвлачи испод душека како би се обезбедила већа херметичност куполе. Кисеонички шатор је направљен од провидне пластичне масе, како би се обезбедио стални визуелни контакт са болесником и на себи поседује прикључке за довод кисеоника, одвод угљен-диоксида и прикључење уређаја за проветравање (климатизацију). Концентрација кисеоника, угљен-диоксида влажност и температура ваздуха у шатору контролишу се помоћу специјалне мерне опреме повезане са шатором. На шатору постоји и посебан отвор за приступ болеснику који се затвара рајсфершлусом.
Шатор представља неку врсту изоловане атмосфере, која се перманентно обогаћује кисеоником у количини од 10–15 L/min чиме се постиже концентрација кисоника у атмосфери испод шатора од 80– 90%.

### Хипербарична кисеоничка хауба
Кисеоничка хауба, која се користи за лечење болесника у хипербаричним коморама, по својој конструкцији више личи на кисеонички шатора за главу него на кисеоничку маску за лице, иако по својој суштини игра улогу кисеоничке маске. Ова хауба је у облику ваљка, сачињеног од провидне пластичне масе, који се навлачи преко главе и фиксира око врата специјалном манжетном од силиконске гуме. Манжетна око врата херметизује хаубу и спречава излазак гаса из ње. Ова хауба ради по принципу затвореног круга дисања, јер је са уређајима барокоморе повезана једним доводним и једним одводним ребрастим цревом.
Мана ове хаубе, као и кисеоничког шатора, је што може изазвати клаустрофобију (страх од гушења) а добре стране су јој, што су лице и глава пацијента видљиви и што она не може да изазове промене на лицу услед приањања образине маске на кожу лица, као што то чини класична кисеоничка маска.
У хипербаричним хаубама у току лечења у барокомори може се постићи притисак кисеоника, који је еквивалент притиску на нивоу мора до око 6 атмосфере, при чему треба имати у виду да је ван хаубе у барокомори, контрапритисак атмосферског ваздуха са истим вредностима притиска који влада у хауби.